# Guido von Usedom
Ernst Adolf Julius Guido von Usedom (Quanditten, 2. listopada 1854. -  Schwerin, 24. veljače 1925.) je bio njemački admiral. Tijekom Prvog svjetskog rata služio je u njemačkoj vojnoj misiji pri Osmanskom Carstvu gdje je zapovijedao obranom Dardanela.

## Vojna karijera
Guido von Usedom rođen je 2. listopada 1854. u Quandittenu u Istočnoj Pruskoj. U mornaricu je stupio 1871. godine, te je sudjelovao u suzbijanju Bokserskog ustanka za koje sudjelovanje je 15. travnja 1902. odlikovan ordenom Pour le Mérite. Kasnije je imenovan pobočnikom pruskog princa Henrika, inače mlađeg brata cara Vilima II., te je ubrzo postao i osobom od povjerenja samog cara. Godine 1905. unaprijeđen je u kontraadmirala, da bi se 1910. godine umirovio s činom viceadmirala.

## Prvi svjetski rat
Na početku Prvog svjetskog rata car je reaktivirao Usedoma, te ga uputio u njemačku vojnu misiju u Turskoj gdje je Usedom postao zapovjednikom obrane Dardanela. S obzirom na to da je bio nadređen otomanskim zapovjednicima tvrđava koje su se nalazile na Dardanelima, u otomanskoj vojsci je dobio čin feldmaršala. Usedom u obrani Dardanela usko surađivao s Limanom von Sandersom šefom njemačke vojne misije u Turskoj, te ujedno i zapovjednikom otomanske 5. armije koja je bila zadužena za obranu Dardanela od savezničke invazije. Za uspješno suzbijanje savezničkog napada na Dardanele, Usedom je 27. siječnja 1916. unaprijeđen u admirala. U Otomanskom Carstvu Usedom je ostao sve do kraja rata.

## Poslije rata
Nakon završetka rata Usedom se ponovno umirovio. Preminuo je 24. veljače 1925. godine u 71. godini života u Schwerinu.

## Vanjske poveznice
(eng.) Guido von Usedom na stranici Prussianmachine.com